# Кадаїф
Кадаїф є типом тонкої турецької локшини. Вона виготовлена з борошна та води, суміш яких виливається через сито на гарячий метал. Локшина дуже коротка. Вона використовуються для виготовлення на Близькому Сході та навколо Середземного моря десертів та інших продуктів. Це популярний турецький десерт, як баклава і кнафе.